# Cecilia Chancellor
Cecilia Chancellor (ur. 11 października 1966)  – brytyjska modelka.
Pracę w modelingu rozpoczęła w 1983 roku w Londynie. Jej kariera rozwijała się, w miarę, jak regularnie gościła na stronach i okładkach: Elle, Vogue, Cosmopolitan, i nabrała rozpędu pod koniec lat 80. Cecilia w latach 90. należała do czołówki modelek nie tylko w Wielkiej Brytanii, ale również na świecie (do dzisiaj można ją zobaczyć na wybiegach Londynu, Paryża i Nowego Jorku).  W trakcie swej kariery studiowała malarstwo. Pisywała również reportaże o nowych kolekcjach mody dla brytyjskiego wydania Vogue. Pojawiała się na wybiegach u, m.in.: Johna Galliano, Prady, Helmuta Langa, Donny Karan, Ralpha Laurena, Moschino, Yohjia Yamamoto i Givenchy. W ciągu trzydziestu lat swej kariery brała udział u następujących kampaniach reklamowych: Banana Republic, Barney's, Bruce Oldfield, H&M, Kenzo, Marc Jacobs, Sportmax, Timotei, Versus.